# 엔타픽
엔타픽은 대한민국의 음악 그룹이다. 2014년 미니 앨범 [See You Again]으로 데뷔했다.

## 방송
- 시청률의 제왕 2 (2014)

## 음반
- See You Again (2014)
- 예쁘지 않아 (2014)
- 첫눈 (2015)

## 경력
- 제1회 대한민국 나라사랑 실천대상 홍보대사 (2015)
- 러빙핸즈 홍보대사 (2014)
- 한국관광평가연구원 문화홍보대사 (2014)

## 수상
- 전국지역신문협회 문화예술대상 (2013)